# MB (пивоварня)
Пивоварня MB (серб. Pivara MB, официальное название — нем. Brauerei MB) — сербское пивоваренное предприятие, расположенное в городе Нови-Сад, столице автономного края Воеводина. Относится к производственным активам компании «Объединенные сербские пивоварни» (серб. Ujedinjene srpske pivare), совместного предприятия международных пивоваренных корпораций Heineken International и Efes Beverage Group.
Один из ведущих производителей пива в Сербии, чья доля на внутреннем рынке в 2007 году достигала 7 %.

## История
Пивоварню в Нови-Саде основали в 2003 году, что делает её новейшим предприятием этого профиля в стране. Благодаря масштабной рекламной кампании, проходившей под лозунгом «Мировое и наше» и делавшей упор на международных стандартах качества новой пивоварни, торговая марка MB быстро получила известность на сербском рынке.
В конце 2007 года предприятие было продано международной корпорации нидерландского происхождения Heineken International, после чего официальное название пивоварни было изменено с сербского «Pivara MB» на немецкоязычный аналог «Brauerei MB». А еще через год, в октябре 2008 было объявлено об объединении производственных активов на рынке Сербии компаний Heineken и турецкой Efes Beverage Group, которая в то время контролировали две пивоварни в Панчево и Заечаре, с образованием совместного предприятия «Объединенные сербские пивоварни», на которое возлагалось операционное управление этими активами.

## Ассортимент пива
Сейчас[когда?] пивоварней производятся следующие сорта пива:
- MB Dunkel — тёмный эль с содержанием алкоголя 5,0 %.
- MB Light — облегчённый пильзнер с содержанием алкоголя 4,5 %.
- MB Pils — пильзнер с содержанием алкоголя 5,0 %.
- MB Premium — светлое пиво с содержанием алкоголя 5,0 %.
- MB Schwarz — чёрный эль с содержанием алкоголя 5,6 %.